# Isochromodes straminea
Isochromodes straminea är en fjärilsart som beskrevs av W. Warren 1905. Isochromodes straminea ingår i släktet Isochromodes och familjen mätare. Inga underarter finns listade i Catalogue of Life.